# Aymoré Moreira
Aymoré Moreira (Miracema, 1912. április 24. – Salvador, 1998. július 26.), világbajnok brazil labdarúgóedző, korábbi válogatott labdarúgókapus.

## Pályafutása
Az 1962-es chilei világbajnokságon győztes brazil válogatott szövetségi kapitánya volt.

## Sikerei, díjai

### Játékosként
Palestra Italia
- Paulista bajnok (2): 1934, 1936

Fluminense
- Campionato Carioca (1): 1941

### Edzőként
São Paulo FC
- Paulista bajnok (1): 1953

Palmeiras
- Brazil kupa (1): 1967
- Torneo Roberto Gomes Pedrosa (1): 1967

Botafogo
- Torneio Início do Rio de Janeiro (1): 1977

Cruzeiro
- Campionato Mineiro (1): 1977

Bahia
- Campionato Baiano (2): 1981, 1982

Brazília
- Világbajnok (1): 1962
- Dél-amerikai bronzérmes (1): 1942